# Feralia
Feralia – rzymskie święto ku czci duchów zmarłych przodków obchodzone 21 lutego. 
Były to główne obchody kończące świąteczny tydzień (13-20 lutego) Parentaliów o charakterze prywatnym.
Podczas obchodów święta na grobach składano skromne dary w postaci wieńców, kwiatów, odrobiny jadła i wina. Należało bezwzględnie przestrzegać uczczenia tego święta. Według zachowanego przekazu, gdy w sytuacji krytycznej zapomniano odprawić Feralia, miasto nawiedziła zaraza, a dusze zmarłych wyległy na ulice; dopiero po złożeniu ofiar dusze powróciły do grobów, a zaraza ustąpiła. 
Tuż po tym święcie obchodzono 22 lutego Caristia.